# Novoselo Trnovačko
Novoselo Trnovačko is een plaats in de gemeente Gospić in de Kroatische provincie Lika-Senj. De plaats telt 78 inwoners (2001).